# Matemale (station)
La station de Matemale est une station de sports d'hiver des Pyrénées située au cœur du domaine de ski de fond de l'Espace nordique du Capcir, sur la commune de Matemale.